# South Killingholme
South Killingholme är en ort och civil parish i Storbritannien.   Den ligger i grevskapet Lincolnshire och riksdelen England, i den sydöstra delen av landet, 230 km norr om huvudstaden London. South Killingholme ligger 20 meter över havet och antalet invånare är 1 048.
Terrängen runt South Killingholme är platt. Runt South Killingholme är det tätbefolkat, med 762 invånare per kvadratkilometer. Närmaste större samhälle är Grimsby, 10,4 km öster om South Killingholme. Trakten runt South Killingholme består till största delen av jordbruksmark.